# Катрін Сезарскі
Катрін Жанна Гаттеньйо Сезарскі (фр. Catherine Jeanne Gattegno Cesarsky, нар.24 лютого 1943, Амбазак, Франція) — аргентинська і французька дослідниця з астрономії, відома своєю успішною дослідницькою діяльністю в кількох центральних областях сучасної астрофізики. У минулому була президентом Міжнародного астрономічного союзу (2006—2009) і генеральним директором Європейської південної обсерваторії (1999—2007). У 2017 році стала головою правління проєкту радіотелескопа «Квадратна кілометрова решітка».

## Освіта
Катрін Сезарскі народилася у Франції, але з віку 2 років росла в Аргентині і отримала ступінь з фізичних наук в Університеті Буенос-Айреса. Вона отримала ступінь доктора астрономії 1971 року в Гарвардському університеті (Кембридж, Массачусетс, США) і три роки була викладачем Каліфорнійського технологічного інституту .

## Кар'єра
- У 1974 році Катрін перебралась до Франції, ставши співробітником Служби астрофізики,[13] Direction des Sciences de la Matière,[14] Commissariat à l'Energie Atomique[15] і продовжила подальшу кар'єру у Франції. . З 1985 по 1993 рік вона була головою Служби астрофізики. Згодом, будучи директором Direction des Sciences de la Matière з 1994 по 1999 рік, очолила близько 3000 вчених, інженерів і техніків, які діяли в рамках широкого спектру фундаментальних дослідницьких програм у фізиці, хімії, астрофізики та науках про Землю. З 1999 по 2007 рр. була генеральним директором Європейської південної обсерваторії ; При цьому Катрін була відповідальною за закінчення будівництва дуже великого телескопа (VLT)What does this stand for?[прояснити] та його інструменти для операцій, для укладання угод та першої частини будівництва великої міліметрової решітки Атакама (ALMA),What does this stand for?[прояснити] і вона розпочала дослідження для Європейського надзвичайно великого телескопа . До тепер Каттрін є Верховним комісаром з атомної енергії у Франції, радником французького уряду з питань науки та енергетики. Вона очолює комітет наукової програми французького космічного агентства, Національний центр просторових досліджень і Консультативний комітет Європейського співтовариства з атомної енергії — Fusion.
- Зі серпня 2006 року по серпень 2009 року була президентом Міжнародного астрономічного союзу . Вона є лауреатом премії COSPAR (Комітет з космічних досліджень) 1998 року, член або іноземний член різних академій (Французька Académie des Sciences, Academia Europaea, Міжнародна академія астронавтики, Національна академія наук США, Шведська королівська академія наук, Лондонське королівське товариство) та почесний доктор Женевського університету . Катерина Цезарська — Commandeur de l'Ordre National du Mérite і Commandeur de l'Ordre de la Légion d'Honneur.

## Дослідження
- Доктор Цезарська відома своєю науковою діяльністю в кількох центральних областях сучасної астрофізики. Перша частина її кар'єри була приурочена високоенергетичній сфері. Це включало дослідження поширення та складу галактичних космічних променів, речовини та полів у дифузному міжзоряному середовищі, а також прискорення частинок при астрофізичних поштовхах, наприклад, у зв'язку з надновими.
- Посля цього Катрін повернулась до інфрачервоної астрономії. Вона була основним дослідником камери на борту Інфрачервоної космічної обсерваторії Європейського космічного агентства, яка літала між 1995 і 1998 роками. Таким чином, вона очолювала центральну програму, яка вивчала інфрачервоне випромінювання від різноманітних галактичних і позагалактичних джерел і дала нові та захопливі результати стосовно утворення зірок та галактичної еволюції. Вони були консолідовані шляхом подальших спостережень з ESO VLT,What is this?[прояснити] супутники Шпіцер, а теперГершель.

## Нагороди та відзнаки
- Лауреат премії Комітету з космічних досліджень у 1998 році.[16]
- Кавалер національного ордену заслуг (1989)
- Officier de l' Ordre National du Mérite (1999).[17]
- Officier de la Honneur Légion (2004).[18]
- Commandeur de l'Ordre National du Mérite (2008)[19]
- Шевальє / Командор / Великий офіцер Почесного легіону (1994 / 2011 / 2018)[20]
- Член Французької академії наук (2007)[21]
- Член Європейської академії
- Член Міжнародної академії космонавтики[22]
- Іноземний співробітник Національної академії наук Сполучених Штатів Америки (2005)[23]
- Іноземний член Шведської королівської академії наук
- Іноземний член Лондонського королівського товариства (2005)[24]
- Приз Жюля Янсена з Société astronomique de France (Французьке астрономічне товариство) (2009)
- 2010 Почесний докторський ступінь Університету Женеви
- Медаль Тейта 2020 року, яку Американський інститут фізики кожні два роки присуджує не громадянам США за їхнє лідерство[25]
- Премія Фріца Цвіккі з астрофізики та космології (2024)[26]